# Gelena Solano
Gelena Solano nació en la República Dominicana, graduada en comunicaciones de la Universidad Kean de Nueva Jersey, es colaboradora en Nueva York desde hace 15 años para "El Gordo y la Flaca" programa de entretenimiento a nivel nacional de la cadena Univisión.

## Trayectoria
Gelena comenzó su carrera profesional como la presentadora oficial del segmento del tránsito en las emisoras "Wado" 1280AM y 105.9FM, a la vez informaba las condiciones del tránsito y del tiempo en el canal 41 y en el programa "Al Despertar" de Univisión. 
Fue corresponsal de noticias, del clima y los deportes en el Noticiero Telemundo transmitido en Hartford, Connecticut y Boston Massachusetts.
Participó en la película Feliz Navidad (2005) junto a Raúl de Molina, Giselle Blondet, Mariana Seoane, José Feliciano y Luis Jiménez.

## Carrera
Entre sus asignaciones destacadas se encuentran la cobertura de grandes eventos anuales como la cobertura completa todos los años de "Premio Lo Nuestro" y "Premios Juventud" en Miami, Florida; Los premios "Latin Grammy" en Las Vegas, Nevada y numerosos festivales y alfombras rojas como el Met Gala, los Tony Awards, Maestros Cares con Marc Anthony, la alfombra roja de la Revista Cosmopolitan y la gala anual de "Los 50 más bellos de People en Español" quien por cierto este año Gelena paso a la lista de los 50 más bellos de dicha revista.

## Entrevistas
Gelena ha entrevistado numerosos actores y actrices que han ido a promocionar sus películas en inglés a Nueva York como Angelina Jolie, Brad Pitt, Denzel Washington, Tom Cruise y Julia Roberts. Igualmente ha tenido importantes entrevistas exclusivas con personajes del deporte y famosos del mundo del entretenimiento como Jennifer Lopez, Eva Méndez, Álex Rodríguez, Salma Hayek, Marc Anthony, Thalía entre otros.

## Coberturas
A lo largo de los años Gelena ha cubierto cientos de eventos especiales como "El mes de la Herencia Hispana" en la Casa Blanca, el caso judicial del cantante Larry Hernández en Newberry, Carolina del Sur, el caso de violencia doméstica del actor Osvaldo Ríos en Puerto Rico, así como a lo largo de los años ha cubierto bodas de personalidades en diferentes partes del mundo como la del cantante Marc Anthony con la venezolana Shannon de Lima en la República Dominicana, boda de la actriz y cantante mexicana Lucía Méndez, la boda del reggaetonero Don Omar, la boda del cantante Luis Fonsi junto a la actriz Adamari López entre otros, el retiro inesperado del pelotero Álex Rodríguez.
Otras coberturas trascendentes ha sido la inesperada muerte del boxeador Macho Camacho en Puerto Rico, el sepelio de la cantante Whitney Houston, el funeral de la guarachera del mundo Celia Cruz, la muerte del diseñador Oscar de la Renta, la inesperada muerte de la presentadora Joan Rivers y varias transmisiones en vivo sobre la muerte del cantante Juan Gabriel.
Gelena durante varios años fue la copresentadora de la despedida de año desde "Times Square" con Raúl de Molina transmitido en vivo por la cadena Univisión.

## Premios y reconocimientos
Gelena ha tenido el honor de recibir las llaves de la ciudad de Nueva York de manos del alcalde Michael Bloomberg como una destacada inmigrante dominicana. La llave en los condados de West New York, y de Union City New Jersey.
En 2011 fue la madrina nacional del desfile Dominicano y Mexicano en New York.
En 2014 vuelve a ser la madrina nacional del desfile Mexicano.
En 2015 fue seleccionada como la reina del desfile Dominicano en Paterson, Nueva Jersey.
Del 2012 fue la presentadora para el festival de las Carolinas en Charlotte.